# Émeutes de Jaffa
Les émeutes de Jaffa d'avril 1936 font référence à une série d'attaques violentes contre des Juifs qui ont commencé le 19 avril 1936 à Jaffa. Au total, 14 Juifs et 2 Arabes ont été tués au cours de ces émeutes. Cet événement est souvent décrit comme marquant le début de la révolte arabe de 1936-1939 en Palestine.

## Contexte historique
Les autorités mandataires britanniques et d'autres sources contemporaines ont daté la révolte arabe de 1936-1939 en Palestine du 15 avril,,, , date de la fusillade d'Anabta (en), au cours de laquelle les partisans arabes d'Izz ad-Din al-Qassam ont établi un barrage sur la route reliant Naplouse à Tulkarem, arrêtant une vingtaine de véhicules pour exiger de l'argent et des armes, et séparant trois Juifs des autres occupants des véhicules. Les Arabes ont ensuite tiré sur les trois hommes juifs ; un seul a survécu,. Les deux chauffeurs juifs tués sont Israël (ou Yisrael) Khazan, tué sur le coup, et Zvi Dannenberg, décédé cinq jours plus tard,. Le lendemain, des membres de l'Irgoun abattent deux ouvriers arabes qui dormaient dans une cabane près de Petah Tikva. Le 17 avril, les funérailles de Khazan ont lieu à Tel Aviv, attirant une foule de milliers de personnes, dont certaines frappent des passants arabes et vandalisent des biens.

## Les émeutes
Le 19 avril, des rumeurs se répandent dans la communauté arabe selon lesquelles "de nombreux Arabes ont été tués par des Juifs", et les Arabes commencent à attaquer les Juifs dans les rues de Jaffa,. Une foule arabe marche sur la banque juive Anglo-Palestine Bank. Les membres de la Force de Police palestinienne (en) qui gardaient la banque se sont défendus en tirant sur la foule, tuant deux des émeutiers. La foule devient alors "furieuse" et des Juifs commencent à être tués dans les rues.
Manuela Williams décrit cet événement comme le "point culminant" d'une série d'attaques violentes qui ont conduit à la déclaration d'une grève générale par le Haut Comité arabe.
Selon Aryeh Avneri, citant l'Histoire de la Haganah, l'émeute a d'abord éclaté parmi les dockers Haurani migrants dans le port de Jaffa. Une foule d'hommes arabes s'est déchaînée dans les rues mixtes musulmanes, chrétiennes et juives de Jaffa, tuant et frappant des Juifs et saccageant des maisons et des commerces juifs,,,.
11 personnes ont trouvé la mort au cours de la première journée d'émeutes. Parmi elles, deux Arabes "abattus par la police britannique en état de légitime défense", neuf Juifs et des dizaines d'autres blessés, "la plupart des blessés juifs ayant reçu des coups de couteau". Les émeutes ont duré trois jours et ont finalement été réprimées par les forces de sécurité britanniques.

## Impact

### Réfugiés
La menace permanente de violence, combinée à la destruction des biens juifs et aux incendies criminels qui détruisent les maisons juives, contraint 12 000 Juifs à fuir Jaffa en tant que réfugiés. 9 500 ont été logés par la municipalité de Tel Aviv, imposant une lourde charge financière à la ville. Soixante-quinze abris temporaires sont créés dans des écoles, des synagogues, des bâtiments gouvernementaux et industriels. En mai et juin, la Haganah a réussi à stabiliser la situation sur le plan de la sécurité, au point qu'environ 4 000 réfugiés ont pu rentrer chez eux. D'autres trouvèrent des logements privés, si bien qu'en juillet, il n'en restait plus que 4 800 dans les camps publics de réfugiés, dont 3 200 étaient totalement démunis. En novembre, les organisations caritatives juives ont placé les réfugiés les plus démunis dans des logements et les camps de réfugiés ont été fermés.

### Rattachement de Jaffa à Tel Aviv
L'un des effets de l'émeute a été le lancement d'une demande politique visant à séparer les quartiers juifs de Jaffa et à les intégrer à Tel Aviv.